# UWI Blackbirds
Die UWI Blackbirds (vollständiger Name: University of West Indies Blackbirds) sind die universitätseigene Sportabteilung des Cave-Hill-Campus der University of the West Indies auf Barbados.

## Überblick
Die angebotenen Sportarten im Hochschulsport sind Aerobic, Basketball (Männer und Frauen), Schach, Cricket (Männer und Frauen), Fußball (Männer und Frauen), Hockey, Rasentennis, Netball, Schwimmen, Tischtennis, Taekwondo, Leichtathletik und Volleyball (Männer und Frauen). Während der Großteil der Sportarten bereits ab dem ersten Semester ausgeübt werden kann, kann beim Tischtennis und Schwimmen erst ab dem zweiten Semester teilgenommen werden.

## Sportstätten
Die Universität verfügt über diverse, zum Teil den jeweiligen Sportarten angepasste Spielstätten. Im sogenannten 3Ws Oval, das den drei barbadischen bzw. westindischen Cricketspielern Frank Worrell, Clyde Walcott und Everton Weekes gewidmet ist und über eine Sitzkapazität von rund 700 Personen verfügt, wird hauptsächlich Cricket gespielt. Während der Cricket World Cup 2007 diente das Station mitunter als Trainingsstätte der teilnehmenden Nationen.
Seit 2011 wird am neu errichteten und über 300 Zuschauerplätze verfügende Hockey Turf Hockey gespielt. Davor teilten sich die Hockeyspieler eine unebene Rasenfläche mit den Fußballspielern. Am 15. Februar 2011 wurde der neue Platz (AstroTurf) feierlich eröffnet. Neben Dugouts für Spieler und Offizielle verfügt der kleine Komplex auch über Umkleideräumen für die Spieler, sowie Waschräume. Der Platz ist ein Kunstrasenplatz auf Sandbasis.
2015 wurde der über 550 Sitzplätze und etwa 400 Stehplätze verfügende Usain Bolt Sports Complex am Campus eröffnet. Der in Meeresnähe befindliche Komplex verfügt über ein FIFA-zertifiziertes Kunstrasenfeld (Klasse 2) sowie eine Flutlichtanlage, die laut FIFA-Richtlinien der Klasse 3 (für nationale und nicht im Fernsehen übertragene Spiele) entspricht. Darüber hinaus gibt es eine von der IAAF zertifizierte Leichtathletikanlage, biomechanische Labore, Schulungsräume sowie zwei Fitnesscenter. Neben Spielen des UWI Blackbirds FC, der Herrenfußballmannschaft der Hochschulsportabteilung der Universität, die im Jahre 2014 den Sprung von der zweitklassigen Division 1 in die Barbados Premier League schaffte und in dieser im Spieljahr 2016 den Meistertitel gewann, werden hier auch Spiele der Fußballnationalmannschaft von Barbados ausgetragen.
Weiters gibt es noch einen eigenen (Freiluft-)Basketballplatz, einen für Tennis, Netball und Volleyball genutzten Platz, sowie die sogenannten Malcolm Marshall Nets mit zwei Bahnen, an denen vor allem Cricket trainiert wird. Das in einer Halle befindliche Sir Garfield Sobers Coaching Centre (ehemals Indoor Cricket School) mit vier Bahnen dient als Ergänzung zum 3Ws Oval und hat eine Höhe von über zehn Metern. Es dient ebenfalls hauptsächlich zum Crickettraining. Für Batter gibt es eigene Bowling-Maschinen des britischen Fabrikanten BOLA (BOLA Mechanical Bowling Machines). Die hochmoderne Trainingsstätte beherbergt neben regionalen und nationalen Cricketspielern auch oftmals internationale Athleten. Dennoch dient es vorrangig als Hochleistungstrainingseinrichtung für die West Indies Academy auf Barbados.
Für das Schwimmen steht keine Trainingsstätte zur Verfügung, wodurch die teilnehmenden Studenten selbst für ihr Training verantwortlich sind, da auch keine fixen Trainingszeiten ausgegeben wurden.